# Shmoo
Lo Shmoo è una creatura di finzione, inventata e rappresentata per la prima volta dal cartoonist statunitense Al Capp. Ha una forma a birillo panciuto, con due gambe ma senza braccia.
Il nome (che al plurale è detto shmoon) deriva dal termine gergale yiddish "schmuck", letteralmente "gioielli", nel senso di "testicoli".
Questo personaggio dei fumetti adora essere mangiato. Quando un uomo affamato posa il suo sguardo su di lui questo è per lo shmoo un grandissimo piacere. Lo shmoo è in grado di dare alla sua carne qualsiasi sapore per accontentare coloro che se ne cibano; persino i baffi dello shmoo si possono trasformare in stuzzicadenti. Se si taglia una parte della pelle di Shmoo questa diventa cuoio sottile.
Lo Shmoo compare in Fred e Barney incontrano Shmoo, una serie televisiva a cartoni animati prodotta da Hanna-Barbera e basata sui personaggi de I Flintstones. Viene citato anche dal "boss" (Morgan Freeman) nel film Slevin - Patto criminale.